# 영광골든타워
영광골든타워(영어: Yeonggwang Golden Tower)는 대한민국 부산광역시 영도구 봉래동에 위치한 아파트 단지이다. 2000년에 착공하여 2001년 5월 완공 이후 개장하였다. 아파트의 건축기술은 1990년대와 비슷하다.
2013년 인터넷에 "우유 아파트"라는 별명으로 사진이 올라온 적이 있었으며 이것이 화제가 되기도 했다. 벽에는 푸른바다, 푸른영도, 영광골든타워가 있고 그림이 그려져 있었지만 지금은 없다.